# Gallienus
Publius Licinius Egnatius Gallienus (218 - september 268) was van 253 tot 268 Romeins keizer, tot diens overlijden in 260 samen met zijn vader Valerianus I en gedurende een korte periode in het jaar 260 samen met zijn tweede zoon Saloninus. Zijn vader was afkomstig uit de oude patricische gens Licinia en beiden werden dan ook met veel enthousiasme aanvaard door de senaat als Augusti (cf. keizers, letterlijk verhevenen), in plaats van als Augustus (cf. keizer) en Caesar (cf. vicekeizer).

## Leven

### Voor het keizerschap
Op basis van de getuigenis van Johannes Malalas en de Epitome de Caesaribus dat Gallienus op het moment van zijn dood ongeveer 50 jaar oud was, wordt algemeen aangenomen dat hij rond 218 werd geboren. Hij was een zoon van Valerianus I en Egnatia Mariniana, een vrouw die mogelijk afkomstig was uit een senatoriale familie. Zij was mogelijk een dochter van Egnatius Victor Marinianus. Gallienus had één broer, Valerianus Minor. Opschriften op munten verbinden hem met de stad Falerii in Etrurië. Het is goed mogelijk dat dit zijn geboorteplaats was. De opschriften bevatten ook verwijzingen naar de familie van zijn moeder, de Egnatii.
Ongeveer tien jaar voor zijn troonsbestijging, zo rond 243 trad hij in het huwelijk met Julia Cornelia Salonina. Uit dit huwelijk werden drie zonen geboren. Valerianus II (gestorven in 258), Saloninus (die kort nadat hij tot mede-keizer was verheven in 260 in Colonia Claudia Ara Agrippinensium (Keulen) omkwam tijdens de opstand van Postumus) en Marinianus (die in 268 werd gedood, kort na de moord op zijn vader).
Toen zijn vader Valerianus op 22 oktober 253 tot keizer werd uitgeroepen, vroeg hij de Senaat om Gallienus' verheffing tot Caesar en Augustus te ratificeren, om zo de macht tussen twee personen te delen. Gallienus werd ook aangewezen tot consul ordinarius voor het jaar 254.
Net zoals Marcus Aurelius en zijn geadopteerde broer Lucius Verus honderd jaar eerder hadden gedaan, verdeelden Gallienus en zijn vader het Romeinse rijk; Valerianus reisde naar het Oosten om de Perzische dreiging het hoofd te bieden. Gallienus bleef in Italia om de Germaanse stammen aan de Rijn- en Donaugrens af te weren. Dit beleid was logisch, niet alleen omdat het ongelukkige lot van verschillende keizers in de voorgaande decennia duidelijk had gemaakt dat één man een rijk van een dergelijke omvang niet kon regeren; ook had men de ervaring opgedaan dat een 'barbaarse' vijand in vredesonderhandelingen de neiging had om te eisen dat men zich tot 'chef' of de 'koning' van de winnende partij kon wenden. Het was daarom een voordeel als er een keizer beschikbaar was om in dergelijke situaties te kunnen onderhandelen.

## Keizerschap

### Benoeming
Gallienus werd in 253 keizer, nadat zijn vader Valerianus keizer Marcus Aemilius Aemilianus in een veldslag in Italis had verslagen, waarna deze door zijn eigen soldaten werd vermoord en de troepen en de senaat Valerianus tot keizer hadden uitgeroepen.

### Eerste regeringsjaren en de opstand van Ingenuus
Hoewel hij het grootste deel van zijn tijd in de provincies van het Rijngebied (Germania Inferior, Germania Superior, Raetia, Noricum) doorbracht, is het bijna zeker dat Galienus van 253 tot 258 bezoeken heeft gebracht aan het Donaugebied en Illyricum. Volgens Eutropius en Aurelius Victor was hij bijzonder energiek. Hij slaagde erin om invallen van Germaanse stamverbanden in de provincies Germania Inferior en Germania Superior te voorkomen, na de zwakte die in 253 werd veroorzaakt door Valerianus' mars op Italia tegen Aemilianus. Volgens numismatisch bewijs lijkt het er sterk op dat hij meerdere overwinningen behaalde. Daarnaast boekte hij in dezelfde periode ook een overwinning in Romeins Dacië. Zelfs de hem vijandige Latijnse traditie merkt op dat hij in deze periode succesvol was.
In 255 en 257 werd Gallienus tot consul benoemd. Bij deze gelegenheden bracht hij mogelijk een kortdurend bezoek aan Rome. Hier zijn echter geen bewijzen voor. Tijdens zijn verblijf aan de Donau (Drinkwater suggereert in 255 of 256) verhief hij zijn oudste zoon Valerianus II tot Caesar en dus tot officiële erfgenaam van zichzelf en van zijn eigen vader Valerianus I; de jongen vergezelde Gallienus nu waarschijnlijk ook op campagne. Toen Gallienus zich in 257 naar de westelijke Rijn-provincies verplaatste bleef Valerianus II als belichaming van het keizerlijk gezag achter aan de Donau.
Ergens tussen 258 en 260 (de exacte datum is niet geheel duidelijk) werd Gallienus geconfronteerd met de eerste grote opstand tegen zijn bewind. Ingenuus, gouverneur van ten minste een van de Pannonia's, maakte gebruik van Valerianus I verblijf aan in het Oosten om daar af te rekenen met de invasie van de Sassanidische koning der koningen Shapur I en de preoccupatie van Gallienus met zijn problemen aan de Rijngrens. Ingenuus liet zichzelf tot keizer uitroepen. Valerianus II is waarschijnlijk in 258 tijdens zijn verblijf bij de legioenen aan Donaugrens gestorven, Ingenuus was hier misschien verantwoordelijk voor - of misschien vreesde hij verantwoordelijk te worden gehouden voor deze ramp. Volgens een andere opvatting was de catastrofe van de gevangenneming van Valerianus I tijdens de slag bij Edessa echter de aanleiding voor de daaropvolgende opstanden van Ingenuus, Regalianus en Postumus.
Hoe dan ook, Gallienus reageerde met grote snelheid. Eerst liet hij zijn zoon Saloninus als Caesar achter in Colonia Claudia Ara Agrippinensium (Keulen), onder toezicht van Albanus (of Silvanus). De militaire leiding berustte bij Postumus. Daarna trok hij snel op naar de Balkan. Hij nam het nieuwe cavaleriecorps (comitatus) onder commando van Aureolus met zich mee. Hij versloeg de usurpator bij Mursa of bij Sirmium. De overwinning had hij voornamelijk aan zijn cavalerie en haar briljante commandant te danken. Ingenuus werd of door zijn eigen troepen gedood of hij pleegde na de val van zijn hoofdstad Sirmium zelfmoord door verdrinking.

### Invasie van de Alemannen
Tussen 258 en 260 deed zich een belangrijke invasie van de Alemannen en andere Germaanse stammen voor (het is moeilijk om de precieze datum van deze gebeurtenissen vast te stellen). De reden was waarschijnlijk het vacuüm dat werd achtergelaten door de onttrekking van troepen aan de Rijn- en Donaugrens ter ondersteuning van Gallienus' campagne tegen Ingenuus.
Eerst braken de Franken door de grens aan de Nederrijn. Zij begonnen een invasie in Gallië. Een groep van hen slaagde erin het zuiden van Hispania te bereiken, waar zij onder meer het Tarraco (het moderne Tarragona) plunderden. Daarna roken ook de Alemannen hun kans. Waarschijnlijk door de Agri Decumates (een gebied tussen de Boven-Rijn en de bovenloop van de Donau) vielen zij het Romeinse Rijk binnen. Daarin werden zij waarschijnlijk gevolgd door de Juthungen. Na delen van Germania Superior en Raetia (delen van het huidige Oost-Frankrijk en Zwitserland) te hebben verwoest, trokken zij naar Italia. Het was de eerste invasie van het Appenijnse schiereiland (afgezien van de meest afgelegen noordelijk gelegen gebieden) sinds de dagen van Hannibal, 500 jaar eerder.
Toen de indringers de buurt van Rome bereikten werden zij door een geïmproviseerd leger dat was samengesteld door de Senaat teruggedreven. Dat leger bestond uit plaatselijke troepen (waarschijnlijk leden van de pretoriaanse garde) en de sterkste mannen uit de burgerbevolking. Op hun terugtocht door het noorden van Italië, werden de Alemannen in de buurt van het hedendaagse Milaan door het leger van Gallienus onderschept. Gallienus' leger wist de Alemannen in de slag bij Mediolanum te verslaan. Gallienus kwam of vanuit Gallië, waar hij met de Franken had afgerekend of vanuit de Balkan. De Juthungen slaagden er wel in de Alpen met medeneming van buit en gevangenen weer naar het noorden over te steken. In elk geval bleek de overwinning in de slag bij Mediolanum doorslaggevend. De Alemanni vielen het Romeinse Rijk niet meer lastig.
Volgens de 19e-eeuwse historicus Victor Duruy zou dit initiatief van de Senaat aanleiding hebben gegeven tot jaloezie en achterdocht bij Gallienus, wat er weer toe zou hebben bijgedragen dat Gallienus de Senaat voortaan van militaire commando's uitsloot.

### De opstand van Regalianus
Op een bepaald moment voor of na de Alemannische invasie werd Regalianus, een militaire commandant van Illyricum uitgeroepen tot keizer. De redenen voor zijn usurpatie zijn onduidelijk en de Historia Augusta, bijna de enige bron voor de gebeurtenissen, geeft geen geloofwaardig verhaal. Het is mogelijk dat de usurpatie kan worden verklaard door de ontevredenheid van de civiele en militaire provincialen over de verwaarlozing van de verdediging van hun provincie.
Toch lijkt het erop dat Regalianus gedurende ongeveer zes maanden aan de macht is gebleven. Er zijn munten bekend met daarop zijn afbeelding. Na enig succes tegen de Sarmaten werd zijn opstand neergeslagen door een invasie van Roxolani in Pannonia. Regalianus zou zelf zijn gedood toen de indringers de belangrijkste stad Sirmium innamen. Er is een suggestie dat Gallienus de Roxolani zou hebben uitgenodigd om Regalianus aan te vallen, maar andere historici verwerpen deze beschuldiging. Er wordt ook gesuggereerd dat de invasie uiteindelijk in de buurt van Verona zou zijn neergeslagen door Gallienus, waarna Gallienus de restauratie van de provincie, waarschijnlijk in eigen persoon ter hand zou hebben genomen.

### De opstand van Postumus
Nog een gevolg van de catastrofe van de slag van Edessa was dat Gallienus de controle over de Germania Inferior en Germania Superior, Britannia, Hispania en het grootste deel van Gallië aan generaal Postumus verloor. Deze mogelijk op het grondgebied van het huidige Nederland of België geboren generaal van naar men zegt Bataafse afkomst stichtte zijn eigen rijk, dat tegenwoordig meestal het Gallische keizerrijk wordt genoemd. De opstand van Postumus viel gedeeltelijk samen met die van Macrianus in het Oosten.
De omstandigheden van de usurpatie waren, eens te meer, dramatisch. In 258 had Gallienus in Colonia Claudia Ara Agrippinensium (Keulen) zijn middelste zoon Saloninus en diens naaste raadgever Silvanus geïnstalleerd. Postumus voerde het bevel over de troepen in Germania Inferior. Hij versloeg op zeker moment een groep van raiders en nam de reeds gemaakte buit in beslag. In plaats van deze echter terug te zenden naar de oorspronkelijke eigenaren, gaf hij er de voorkeur om deze buit onder zijn soldaten te verdelen. Toen dit nieuws Silvanus bereikte, eiste hij dat de buit naar hem zou worden gestuurd. Postumus maakte een show van onderwerping, maar, zoals verwacht, kwamen zijn soldaten in opstand en riepen hem tot keizer uit. Onder Postumus' commando belegerden zij vervolgens Keulen. Na enkele weken openden de verdedigers van de stad de poorten en droegen Saloninus en Silvanus aan Postumus over, die hen vervolgens liet vermoorden. Ook hier is datering van de gebeurtenissen niet zeker, maar mogelijk vonden deze gebeurtenissen aan het einde van het jaar 260 plaats. Na hun dood nam Postumus zelf samen met een van zijn bondgenoten, Honoratianus, het consulschap op zich. Postumus heeft volgens D.S. Potter nooit geprobeerd om Gallienus te onttronen of Italia binnen te vallen.
Na het nieuws van de moord op zijn zoon begon de woedende Gallienus met het verzamelen van legeronderdelen om de usurpator tegemoet te kunnen treden. De invasie van de Macrianii (zie hieronder) dwong hem echter om Aureolus aan het hoofd van een grote troepenmacht naar het Oosten te zenden. Hierdoor hield hij onvoldoende troepen over. Hij leed enkele nederlagen voordat het zegevierende leger van Aureolus zich weer bij hem aansloot. Postumus werd nu verslagen en de achtervolging werd toevertrouwd aan Aureolus. Deze laatste liet Postumus echter met opzet ontsnappen, wat Postumus in de gelegenheid stelde om nieuwe troepen te verzamelen. Gallienus probeerde het opnieuw in 263 of 265. Hij was zoals zelfs de hem vijandig gezinde Historia Augusta toegeeft, volledig succesvol, aangezien hij er uiteindelijk in slaagde Postumus in een niet nader genoemde Gallische stad te belegeren. Tijdens dit beleg raakte Gallienus echter zwaargewond door een pijlwond, waardoor hij de belegering moest opgeven. Vervolgens was er tot het einde van Gallienus bewind in 268 een informele wapenstilstand van kracht. Het door Postumus gestichte Gallische keizerrijk zou tot 274 blijven bestaan.

### Gevangenneming van keizer Valerianus
In het oostelijk deel van het Rijk werd Valerianus geconfronteerd met ernstige problemen. Een troep Scythen zette een marine-aanval op de Romeinse provincie Pontus, in het noordelijke deel van Anatolië. Nadat zij de kustprovincie Pontus geplunderd hadden, trokken de Scythen naar het zuiden, naar Cappadocië. Valerianus had de bedoeling om de invallers te onderscheppen, maar dit mislukte, misschien als gevolg van een epidemie die zijn leger ernstig verzwakte. Mogelijk ook door de gelijktijdige Perzische invasie in het noorden van Mesopotamië door Shapur I, de heerser van het Sassanidische Rijk. Tijdens de Slag bij Edessa werd Valerianus in 259 en 260 gevangengenomen door Shapur. Na deze overwinning overviel Shapurs leger Cilicië en Cappadocië (in het huidige Turkije). Volgens zijn eigen inscripties plunderde Shapur I 36 Romeinse steden.

Er was een rally door een officier Callistus (Ballista), een met name genoemde belastinginner Fulvius Macrianus, van de overblijfselen van de Oost-Romeinse legioenen en van een zekere Odenathus en zijn Palmyreense ruiters voor nodig, om het tij tegen Shapur te keren. In 261 werd Gallienus voor de vierde keer consul.

### Opstand van de Macrianii
De Perzen werden teruggedreven. Nu riep Macrianus zijn twee zonen Quietus en Macrianus Minor (soms verkeerd gespeld als Macrinus) tegen het einde van de zomer van 260 tot keizer uit. Munten met daarop hun beeltenis werden in de belangrijkste steden in het Oosten geslagen. Dit toont de erkenning van hun usurpatie aan. De twee Macriani lieten Quietus, Ballista, en Odenathus in het Oosten achter om de Perzen in de gaten te houden. Zelf vielen zij Europa binnen met een leger van 30.000 man, althans volgens de Historia Augusta. In het begin ondervonden zij geen tegenstand. De Pannonische legioenen sloten zich zelfs bij de invallers aan, boos over de afwezigheid van Gallienus. Deze zond echter zijn succesvolle commandant Aureolus tegen de rebellen. De beslissende slag werd in het voorjaar of de vroege zomer van 261 uitgevochten, het meest waarschijnlijk in Illyricum, hoewel Zonaras het slagveld in Pannonia lokaliseert. In ieder geval gaf het leger van de twee usurpatoren zich over. De twee leiders werden gedood.
In de nasleep van de slag was de opstand door Postumus al begonnen. Daardoor had Gallienus geen tijd om zelf met de rest van de usurpatoren af te rekenen. Ballista en Quietus konden voorlopig hun gang gaan. Gallienus kwam wel tot een akkoord met Odenathus, die net was teruggekeerd van zijn succesvolle expeditie tegen de Perzen. Odenathus ontving de titel van dux Romanorum (vert. Leider der Romeinen). Hij belegerde Ballista en Quietus in hun basis in Emesa, het tegenwoordige Homs. Uiteindelijk werd Quietus door de inwoners van Emesa gedood. Ballista vond 26 november 261 zijn einde, nadat hij door Odenathus was gearresteerd en geëxecuteerd.

### Opstand van Aemilianus
In 261 startte de munt in Alexandrië opnieuw met de uitgifte van munten voor Gallienus. Dit toont aan, dat na het onderdrukken van de opstand van Macrianius, Egypte weer onder controle van Gallienus was gekomen. In het voorjaar van 262 werd de stad echter getroffen door grote onrust. Dit was het gevolg van weer een nieuwe usurpatiepoging. Deze keer was het de prefect van Egypte, Lucius Mussius Aemilianus die ook al steun had gegeven aan de opstand van Macrianus. In de correspondentie van de patriarch Dionysius van Alexandrië treft men een kleurrijk commentaar aan tegen de sombere achtergrond van invasie, burgeroorlog, pest en hongersnood, waardoor dit tijdvak wordt gekenmerkt.
In de wetenschap dat hij zich niet het verlies van de belangrijke Egyptische graanschuren kon veroorloven liet Gallienus zijn generaal Theodotus tegen Aemilianus optrekken. Het betrof hier naar alle waarschijnlijkheid een marine-operatie. De beslissende slag vond waarschijnlijk in de buurt van Thebe plaats. Het resultaat was een duidelijke nederlaag van Aemilianus. In de nasleep werd Gallienus nog drie keer in 262, 264 en 266 consul.

### Herulische en Gotische invasies in de Balkan
In de jaren van 267 tot 269 vielen de Herulen, de Goten en andere barbaren in grote aantallen de Balkan binnen. De bronnen zijn zeer verward over de datering, de deelnemers en de doelstellingen van deze invasie(s). Moderne historici zijn zelfs niet met afdoende zekerheid in staat om te vertellen of er sprake was van twee of meer invasies of van een enkele langdurige aanhoudende invasie. Het lijkt erop dat deze episode begin met een grote marine-expeditie onder leiding van de Herulen, die komend vanaf het noorden van de Zwarte Zee het huidige Griekenland binnenvielen en daar vele steden verwoestten, waaronder ook Athene en Sparta.
Daarna kwam het tot een nog grootschaligere invasie in het Balkangebied. De Romeinen versloegen de barbaren eerst op zee. Daarna won het leger van Gallienus een veldslag in Thracië, waarna de Romeinen de achtervolging inzetten. Volgens sommige historici was Gallienus ook de aanvoerder van het leger, die de grote slag bij Naissus won tegen de Goten. De meerderheid is echter van mening dat de overwinning moet worden toegeschreven aan zijn opvolger Claudius II.

### Opstand van Aureolus
In 268, kort voor of na de slag bij Naissus, werd Gallienus' autoriteit opnieuw uitgedaagd, nu door Aureolus, de langjarige commandant van de cavalerie. Aureolus' eenheid was gestationeerd in Mediolanum (het huidige Milaan). Van daaruit moest hij Postumus in de gaten houden. Aureolus probeerde het echter op een akkoordje met Postumus te gooien. Pas in de laatste dagen van zijn opstand ambieerde hij het purper voor zichzelf. De beslissende slag vond plaats in wat nu Pontirolo Nuovo in de buurt van Milaan is. Aureolus werd duidelijk verslagen en teruggedreven naar Milaan. Gallienus begon een belegering van deze stad.

### Moord op Gallienus
Gedurende deze belegering werd Gallienus echter vermoord. Er zijn verschillende lezingen over de moord op Gallienus, de bronnen zijn het er wel over eens dat de meeste van Gallienus' directe ondergeschikten hem dood wilden hebben. Volgens de Historia Augusta, een overigens onbetrouwbare bron die lang na de hier beschreven gebeurtenissen werd gecompileerd, werd de samenzwering geleid door de pretoriaanse prefect Aurelius Heraclianus en een man genaamd Marcianus.
Cecropius, de commandant van de Dalmatische ruiters, zou Gallienus hebben gemeld dat Aureolus de stad verliet, waarop Gallienus zonder zijn lijfwacht zijn tent verliet. Dat bood Cecropius vervolgens de kans hem met het zwaard te doorsteken. Vermoedelijk werden bij deze gelegenheid ook zijn vrouw Cornelia Salonina en zijn enige overlevende zoon Marinianus omgebracht. In een versie wordt Claudius door de samenzweerders tot keizer uitgeroepen, in een andere versie wordt hij door Gallienus op diens doodsbed uitverkoren; de Historia Augusta was bezorgd om de afstamming van de Constantijnse dynastie van Claudius, en dit kan verklaren waarom de Historia Augusta Claudius liever niet bij de moord betrokken wilde laten zijn. De andere bronnen melden dat de samenzwering werd georganiseerd door Heraclianus, en de twee toekomstige keizers Claudius II Gothicus en Aurelianus. Claudius II liet hem na zijn dood door de Senaat tot godheid verklaren.

### Groot aantal usurpators
Gallienus heeft een twijfelachtig record op zijn naam staan: tijdens zijn heerschappij waren er de meeste usurpators ooit. Een van deze opstandige keizers, Postumus, stichtte zelfs zijn eigen rijk, met senaat en al: het Gallische keizerrijk. Dit rijk zou het uithouden van 260 (na de moord op Saloninus) tot 274, toen Tetricus I en II zich overgaven aan keizer Aurelianus. Naast al deze troonpretendenten waren de barbaarse volkeren aan de grens van het rijk nog immer erg actief met invallen. Tot overmaat van ramp werd Gallienus' vader ook nog gevangengenomen door de Perzen en in 260 gedood.

### Propagandacampagne
Om het volk maar niets te laten merken van al deze problemen voerde Gallienus een uitgebreide propagandacampagne. Deze was naar het schijnt bijzonder succesvol. Door Gallienus op een enorme hoeveelheid munten af te beelden als vroom, dapper, overwinnend en genadig, en ook als beschermeling van een hele reeks goden wist Gallienus het volk aan zijn kant te houden.

## Postume beoordeling
Gallienus heeft van de antieke historici een slechte pers gekregen. Zij beschouwden Gallienus als een zwakke keizer, vanwege de vele opstanden in zijn rijk. Met name het feit dat Gallienus er niet in slaagde om de afscheidingen van het Gallische keizerrijk en het Palmyreense Rijk ongedaan te maken werd hem kwalijk genomen. Volgens de hedendaagse historica Pat Southern bezien sommige moderne historici Gallienus nu echter in een meer positief licht. Gallienus was de initiator van een aantal nuttige hervormingen. Zijn belangrijkste bijdrage aan de militaire krijgskunst was de eerste instelling van een cavalerie-eenheid, die op korte termijn overal binnen het Romeinse Rijk kon worden ingezet. Deze hervorming heeft een precedent geschapen voor de latere keizers Diocletianus en Constantijn I.
De biograaf Aurelius Victor bericht ook dat Gallienus de senatoren verbood om militaire bevelhebbers te worden. De macht van de Romeinse senaat werd daardoor ondermijnd, omdat meer betrouwbaar geachte, minder snel tot usurpatie geneigde commandanten uit de ridderstand nu hun machtsposities overnamen. Naar de mening van Southern waren deze hervormingen en de afname van de invloed van de senaat van groot belang omdat zij keizer Aurelianus in staat stelden om het Romeinse Rijk te redden. Gallienus was een van de keizers die het meest verantwoordelijk was voor het Dominaat, een meer despotische rol van het keizerschap - samen met Septimius Severus, Diocletianus en Constantijn I.
Door zichzelf met de attributen van de goden op zijn munten te laten afbeelden, was Gallienus de eerste die de definitieve scheiding van de keizer van zijn onderdanen in gang zette. Een late buste van Gallienus toont hem met een grotendeels leeg gezicht en starend naar de hemel, dezelfde houding die ook te zien is op het beroemde stenen hoofd van Constantijn de Grote. Terwijl hij een van de laatste heersers van Rome was die zich de naam "Princeps" of eerste burger aanmat, maakte Gallienus' slimme zelfpromotie de weg vrij voor zijn opvolgers, die later zouden worden aangesproken met de woorden "Dominus et Deus" (Heer en God).
In 260 kondigde hij een edict van tolerantie voor de christenen af dat veertig jaar stand zou houden.

## Voetnoten
1. ↑  Het wordt algemeen aanvaard dat hij ongeveer 35 jaar oud was toen hij in 253 tot de troon werd verheven, zie J. Bray (1997), blz. 16.
2. ↑  R. Syme (1983), blz. 197.
3. ↑  J. Bray (1997), blz. 49-51.
4. ↑  A. Watson, (1999), blz. 33.
5. ↑  Andreas Alföldi noemt er vijf: zie zijn A. Alföldi, The Numbering of the Victories of the Emperor Gallienus and of the Loyalty of his Legions, in Numismatic Chronicle (1959) (herdrukt in New York, Attic Books, 1977) ISBN 0-915018-28-4.
6. ↑  J. Bray (1997), blz. 56-58.
7. ↑  J. Bray (1997), blz. 56.
8. ↑  J.F. Drinkwater (1987), blz. 21–22.
9. ↑  J. Bray (1997), blz. 57; J.F. Drinkwater (1987), blz. 22 suggereert dat hij ook de verantwoordelijk voor Moesia droeg.
10. ↑  J.F. Drinkwater (1987), blz. 22.
11. ↑  J. Bray (1997), blz. 74-75.
12. ↑  Aurelius Victor, XXXIII 2, Orosius, Historiae Adversus Paganos VII 10, Eutropius, IX 8.
13. ↑  Zonaras, XII 24.
14. ↑  J. Bray (1997), blz. 76, J. Fitz, Ingenuus et Regalien, blz. 44.
15. ↑  J. Bray (1997), blz. 47.
16. 1 2 3  A. Watson (1999), blz. 34.
17. ↑  J. Bray (1997), blz. 78.
18. 1 2  J. Bray (1997), blz. 79.
19. 1 2  D.S. Potter (2004), blz. 256.
20. ↑  Victor Duruy, History of the Roman Empire, vol VI, deel II, Londen, 1886, blz. 418.
21. ↑  J. Bray (1997), blz. 82-83.
22. ↑  J. Bray (1997), blz. 83.
23. ↑  T. Nagy, Les moments historiques de Budapest, vol. II, 1962, voor de eerste en J. Fitz, Ingenuus et Regalien, blz. 50 voor het laatste, zoals geciteerd in J. Bray (1997), blz. 83.
24. ↑  J. Fitz, La Pannonie sous Gallien, in Latomus 148 (1976), blz. 5-81 (geciteerd in J. Bray (1997), blz. 83).
25. ↑  J. Bray (1997), blz. 133.
26. ↑  A. Alföldi, The Numbering of the Victories of the Emperor Gallienus and of the Loyalty of his Legions, in Numismatic Chronicle (1959) (herdrukt in New York, Attic Books, 1977) (geciteerd in J. Bray (1997), blz. 359, noot 5).
27. ↑  D.S. Potter (2004), blz. 260.
28. ↑  J. Bray (1997), blz. 136-137.
29. ↑  A. Alföldi, The Numbering of the Victories of the Emperor Gallienus and of the Loyalty of his Legions, in Numismatic Chronicle (1959) (herdrukt in New York, Attic Books, 1977) (geciteerd in J. Bray (1997), blz. 359, noot 27).
30. ↑  D.S. Potter (2004), blz. 263.
31. ↑  J. Bray (1997), blz. 138.
32. ↑  D.S. Potter (2004), blz. 255-256.
33. ↑  J. Bray (1997), blz. 142, Auctores Historiae Augustae, Gallieni duo 2.6.
34. ↑  J. Bray (1997), blz. 143-144.
35. ↑  J. Bray (1997), blz. 144–145.
36. ↑  J. Bray (1997), blz. 146.
37. ↑  J. Bray (1997), blz. 147.
38. ↑  J. Bray (1997), blz. 279-288, P. Southern (2001), blz. 109. Zie ook A. Watson (1999), blz. 215, D. S. Potter (2004), blz. 266, H. Wolfram, History of the Goths (vertaald door T.J. Dunlap), University of California Press, 1988, blz. 54.
39. ↑  J. Bray (1997), blz. 290-291.
40. ↑  J. Bray (1997), blz. 292.
41. ↑  D.S. Potter (2004), blz. 264.
42. ↑  R. Syme (1968).
43. ↑  Auctores Historiae Augustae, Gallieni duo 14.4-11.
44. ↑  Zosimus, I 40, Zonaras, XII 25.
45. ↑  P. Southern, The Roman Empire from Severus to Constantine, Londen - New York, 2001, blz. 2.
46. ↑  P. Southern (2001), blz. 3.
47. ↑  Aurelius Victor, De Caesaribus 33-34.
48. ↑  P. Southern (2001), blz. 2-3, 83.

### Primaire bronnen
- Aurelius Victor, Epitome de Caesaribus.
- Eutropius, Breviarium ab urbe condita
- Auctores Historiae Augustae, Gallieni duo.
- Johannes Zonaras, Epitome Historiarum (extract: Zonaras: Alexander Severus to Diocletian: 222–284).
- Zosimus, Historia Nova.

### Secundaire bronnen
- J. Bray, Gallienus : A Study in Reformist and Sexual Politics, Kent Town, 1997. ISBN 1-86254-337-2
- J.F. Drinkwater, The Gallic Empire. Separatism and Continuity in the North-Western Provinces of the Roman Empire A.D. 260–274, Wiesbaden, 1987. ISBN 3-515-04806-5
- D.S. Potter, The Roman Empire at Bay AD 180–395, Oxon, 2004. ISBN 0-415-10058-5
- P. Southern, The Roman Empire from Severus to Constantine, Londen - New York, 2001.
- R. Syme, Ammianus and the Historia Augusta, Oxford, 1968.
- R. Syme, Historia Augusta Papers, Oxford, 1983. ISBN 0-19-814853-4

### Speciale bronvermelding
- Dit artikel of een eerdere versie ervan is een (gedeeltelijke) vertaling van het artikel Gallienus op de Engelstalige Wikipedia, dat onder de licentie Creative Commons Naamsvermelding/Gelijk delen valt. Zie de bewerkingsgeschiedenis aldaar.